# Záhřebsko-lublaňská metropolie
Záhřebsko-lublaňská metropolie (srbsky Митрополија загребачко-љубљанска, chorvatsky Mitropolija zagrebačko-ljubljanska) je metropolie Srbské pravoslavné církve s jurisdikcí v severní části Chorvatska a celého Slovinska. Sídlo metropolity se nachází v Záhřebu, kde se také nachází katedrální chrám Proměnění Páně.

## Historie
Záhřebská metropolie se střediskem v Záhřebu byla založena v roce 1931. Její teritorium bylo vyčleněno z území pakracké (slavonské) eparchie a severních částí hornokarlovacké eparchie. Prvním metropolitou byl Dositej (Vasić), který však byl 11. května 1941 zajat chorvatskými ustašovci, kteří jej uvěznili a mučili ve věznici v Petrinské ulici. Následně jej odeslali do Srbska, kde 14. ledna 1945 zemřel.

## Metropolitové
- Emilijan Marinović (1969-1977)
- Jovan Pavlović (1982-2014)
- Porfirije Perić 2014-dosud